# Amantissimus humani generis
Amantissimus humani generis è una enciclica di papa Pio IX, datata 8 aprile 1862 e scritta ai Vescovi cattolici di rito orientale.
Il Pontefice annuncia la nascita della sezione di Propaganda Fide principalmente occupata delle Chiese Orientali; insiste sul principio dell'unità della Chiesa, raccolta sotto il Papa, Vicario di Cristo, e della varietà dei riti liturgici. In forza di questo principio (unità nella varietà), confuta la tesi secondo cui un cristiano ortodosso convertito al cattolicesimo deve abbandonare il suo rito per abbracciare forzatamente il rito latino.